# 파라미타 RL 라나
파라미타 RL 라나(1993년 10월 2일 ~ )는 네팔의 배우, 모델, 가수이다.